# Неомизии
Неомизии (лат. Myzia) — род божьих коровок из подсемейства Coccinellinae.

## Описание
Коготки с зубцом посередине. Бедренная линия доходит до заднего края первого брюшного стернита и проходит некоторое расстояние параллельно ему.

## Систематика
В составе рода:
- Myzia bissexnotata
- Myzia gebleri
- Myzia gerstäckeri
- Myzia interrupta
- Myzia oblongoguttata
- Myzia pullata
- Myzia sexvittata
- Myzia subvittata